# Chambre d'opérations de Marea
La Chambre d'opérations de Marea (arabe : غرفة عمليات مارع, turc : Mare Operasyon Odası) était une chambre rebelle d'opérations militaires, formée dans la ville syrienne de Marea, pendant la guerre civile syrienne, active de septembre 2014 jusqu'en janvier 2016. Elle rassemblait plusieurs groupes armés rebelles dont la quasi-totalité des membres fait partie de l'Armée syrienne libre.

## Histoire

### Affiliation
La Chambre d'opérations de Marea est affiliée à l'Armée syrienne libre,.

### Inactivité
Le 1er janvier 2016, le commandant de la chambre d'opérations décide de démissionner en raison du manque de coordination entre les groupes rebelles et la volonté de certains d'entre eux d'empêcher la coalition de fonctionner correctement,. Dès lors, cette dernière devient inactive.

## Actions
La chambre d'opérations combat à la fois le groupe État islamique et les Forces démocratiques syriennes. Elle fait aussi l'objet de bombardements aériens de l'armée russe. 

## Effectifs et commandement
Le commandant de la chambre d'opérations est Yasser Abdel Rahim.

## Composition
Elle regroupe les mouvements suivants,,,,,  :
- la Division Sultan Mourad
- le Liwa Suqour al-Jabal
- le Faylaq al-Cham
- le Fursan al-Haq
- le Fastaqim Kama Umirt
- le Liwa Ahrar Souriya (en)
- la Brigade al-Moutasem
- les Bataillons islamiques al-Safwah

## Soutien
La chambre d'opérations est soutenue par la Turquie.